# Glenrief Burn
Der Glenrief Burn ist ein Wasserlauf in Dumfries and Galloway, Schottland. Er entsteht im Osten des Glenreif Rig und fließt in südlicher Richtung bis zu seiner Mündung in den Carewoodrig Burn.